# Tachyporus tersus
Tachyporus tersus är en skalbaggsart som beskrevs av Wilhelm Ferdinand Erichson 1840. Tachyporus tersus ingår i släktet Tachyporus, och familjen kortvingar. Arten är reproducerande i Sverige.